# Wolfgang Bier (Künstler)

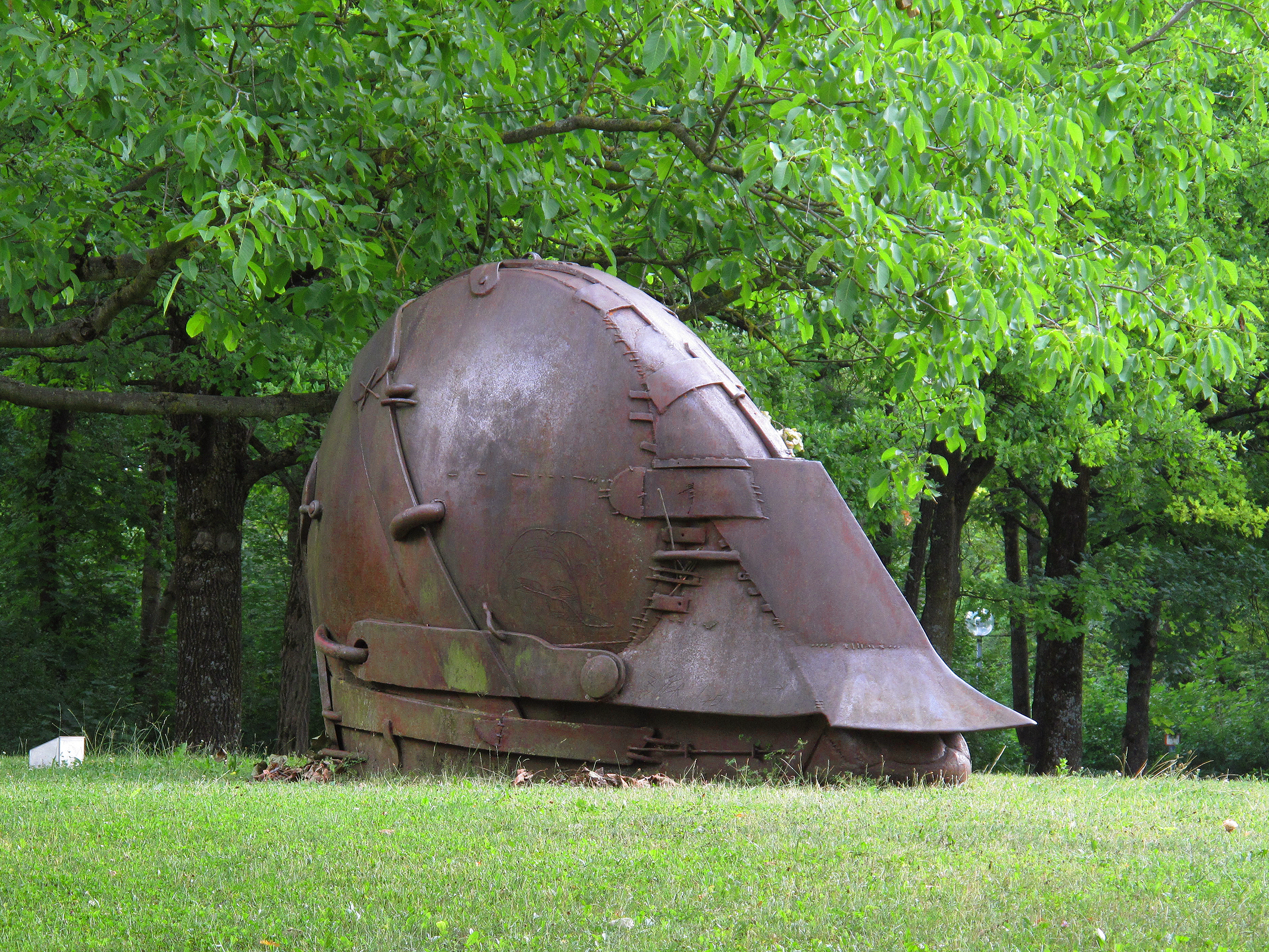
Kopfform (1978)

Wolfgang Bier (* 2. Februar 1943 in Mährisch Trübau, Reichsgau Sudetenland; † 22. April 1998 in Schwäbisch Hall) war ein deutscher Bildhauer, Maler, Graphiker und Keramiker.

## Leben und Werk
Wolfgang Bier wuchs in Waiblingen auf. Seine Vorfahren waren über Generationen Messerschmiede. Von 1965 bis 1968 studierte Bier an der Kunstakademie Stuttgart u. a. bei Rudolf Hoflehner. Sein Werk wurde auch von seinem Stuttgarter Lehrer Hannes Neuner beeinflusst. Von 1969 bis 1974 studierte er an der Hochschule für Bildende Künste Berlin und war ein Meisterschüler von Shinkichi Tajiri. In dieser Zeit fand er bereits erste Anerkennungen durch Einzelausstellungen in Berliner Galerien. Im Auftrag von Tajiri leitete er von 1974 bis 1976 die Metallwerkstatt an der Berliner Hochschule.
1976 zog er mit seiner ersten Frau, der Bildhauerin Gerda Bier ins Hohenlohische auf einen alten Bauernhof in Fichtenau. 1977 erhielt Bier ein zweijähriges Stipendium der Karl-Schmidt-Rottluff-Förderstiftung. 1983 gewann er den Kunstpreis der Stadt Darmstadt und 1988 den Hohenloher Kunstpreis.
Von 1987 bis 1998 war er Professor für Bildhauerei an der FH Aachen. 1990 bezog er in Schwäbisch Hall eine ehemals marode Hofstelle, die er zu einem  Künstlerhof umbaute, auf dem er von 1994 zusammen mit seiner späteren 2. Ehefrau, der Bildhauerin Gabi Welters bis zu seinem Tod 1998 lebte und wirkte.
Wolfgang Bier war Mitglied im Deutschen Künstlerbund.
Neben seinen Arbeiten, die er vor allem in Stahl erstellte, verwendete er auch Keramik und Leder.
Wolfgang Bier starb im Alter von 55 Jahren im April 1998 an einem Lungenkrebsleiden.
In den Jahren 2002/2003 organisierte das Museum Würth in Künzelsau eine Retrospektive mit 130 seiner Arbeiten.

## Rezeption
Die Anfänge als Künstler hatte Wolfgang Bier Mitte der 1960er Jahre. Er begann zunächst mit der Malerei. Die ersten Skulpturen entstanden 1967 in Berlin. Ab 1973 wurde der Kopf das vorherrschende Motiv im Schaffen von Wolfgang Bier. Biers bildhauerische Arbeiten werden folgendermaßen charakterisiert: „Bevorzugt mit Eisen und Leder schafft Bier ein Bild des geschundenen und bis ins Mark bedrohten Menschen“. „Wolfgang Bier wählte das Material Eisen zu seinem bevorzugten Werkstoff. Mit diesem sperrigen, harten und widerständigen Element setzte er sich wieder und wieder auseinander. Geschmiedete Eisenteile kombinierte er oft mit Alteisen wie Maschinenteilen, metallischen Industrieabfällen und stählernen Gebrauchsprodukten und schweißte diese zu Figuren zusammen“.
Das Werk Kopf aus Eisen (1980) beschreibt Bier selbst: „Ich mache meistens Köpfe. Denn im Kopf, am Kopf, im Gesicht, in dessen Bewegungen und Zuckungen entsteht das, widerspiegelt sich das, was die Menschen so faszinierend macht. So bewundernswert, geheimnisvoll, unverständlich, widersprüchlich, grauenhaft.“

## Ehrungen
- 1977–1979: Karl-Schmidt-Rottluff-Stipendium.
- 1983: Kunstpreis der Stadt Darmstadt.
- 1988: Hohenloher Kunstpreis.

## Werke (Auswahl)
- Grosse Klingenfigur, 1969
- Großer Rennwagen, 1976

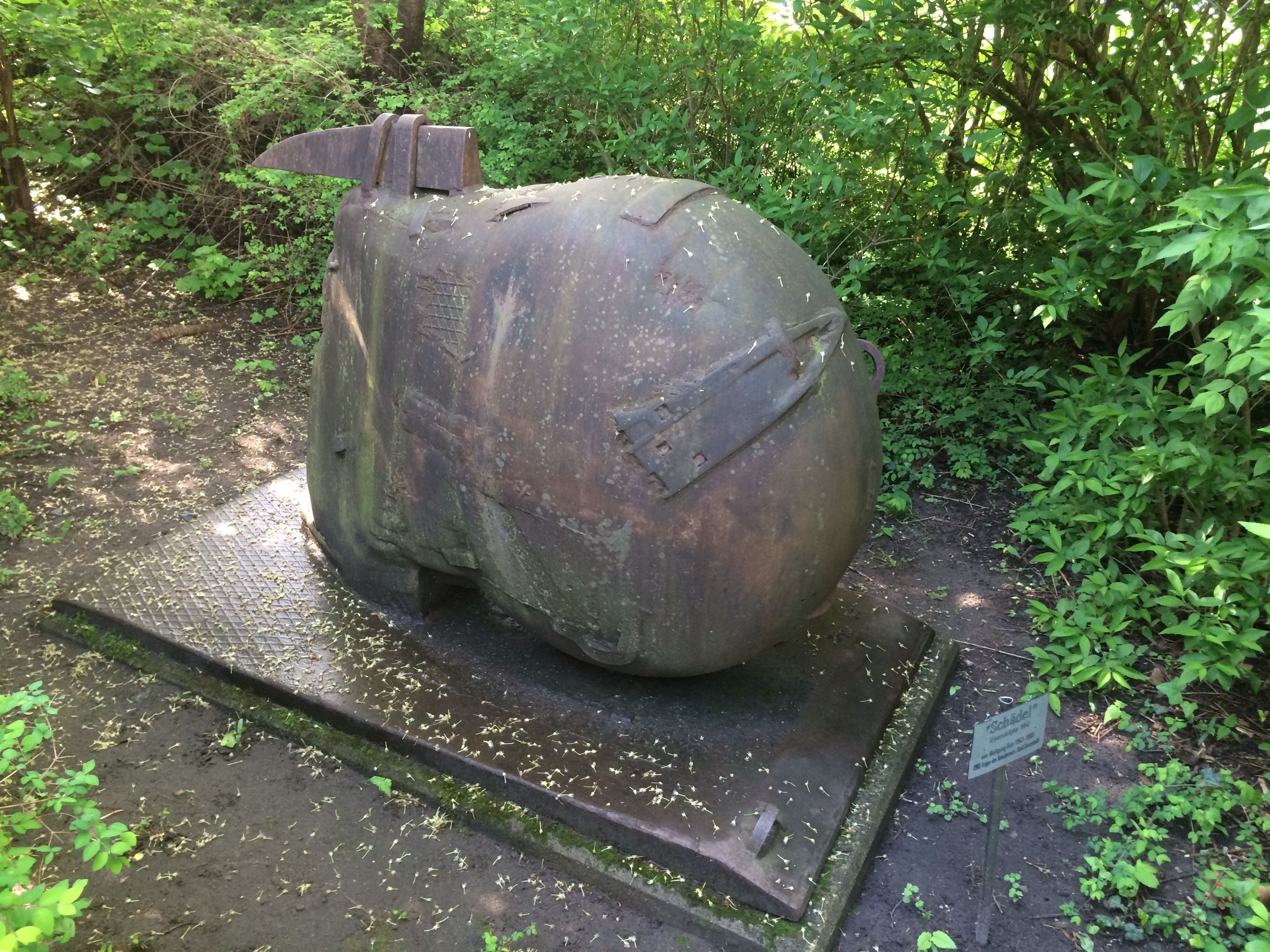
Schädel (1984)

- Kopfform 1978, Skulpturenweg Kunst am Campus von der Universität Augsburg in Augsburg
- Drachen und Urmutter (1979), Mehringdamm in Berlin-Kreuzberg mit Joachim Schmettau und Michael Schoenholtz – sein Werk ist in der Mitte aufgebrochen
- Kopf 1980, in Schwäbisch Hall
- Großer Schädel mit Landschaft, 1981, Campus der Universität Bayreuth
- Figur 1980/83[6]
- Figur im Kreis, 1984, Forschungszentrum Karlsruhe
- Schädel 1984, ursprünglich vor dem Neubau des Strahleninstituts des Klinikums Darmstadt, Grafenstraße; heute: Residenzschloss Darmstadt/Schlossgraben[7]
- Landschaft mit Figur und Schädel, 1989, Schwäbisch Hall, ursprünglich im Innenhof des Goethe-Instituts, heute: Schulzentrum West
- Vorwärts tastend 1991, in Osnabrück
- Der Sturz 1993, Dasa – Arbeitswelt Ausstellung in Dortmund
- Stürzende Figur, 1991, am Klinikum Universität Regensburg in Regensburg
- Anima-Animus, 1997/998, privater Kunsthof Gabi Welters, Frankenhardt

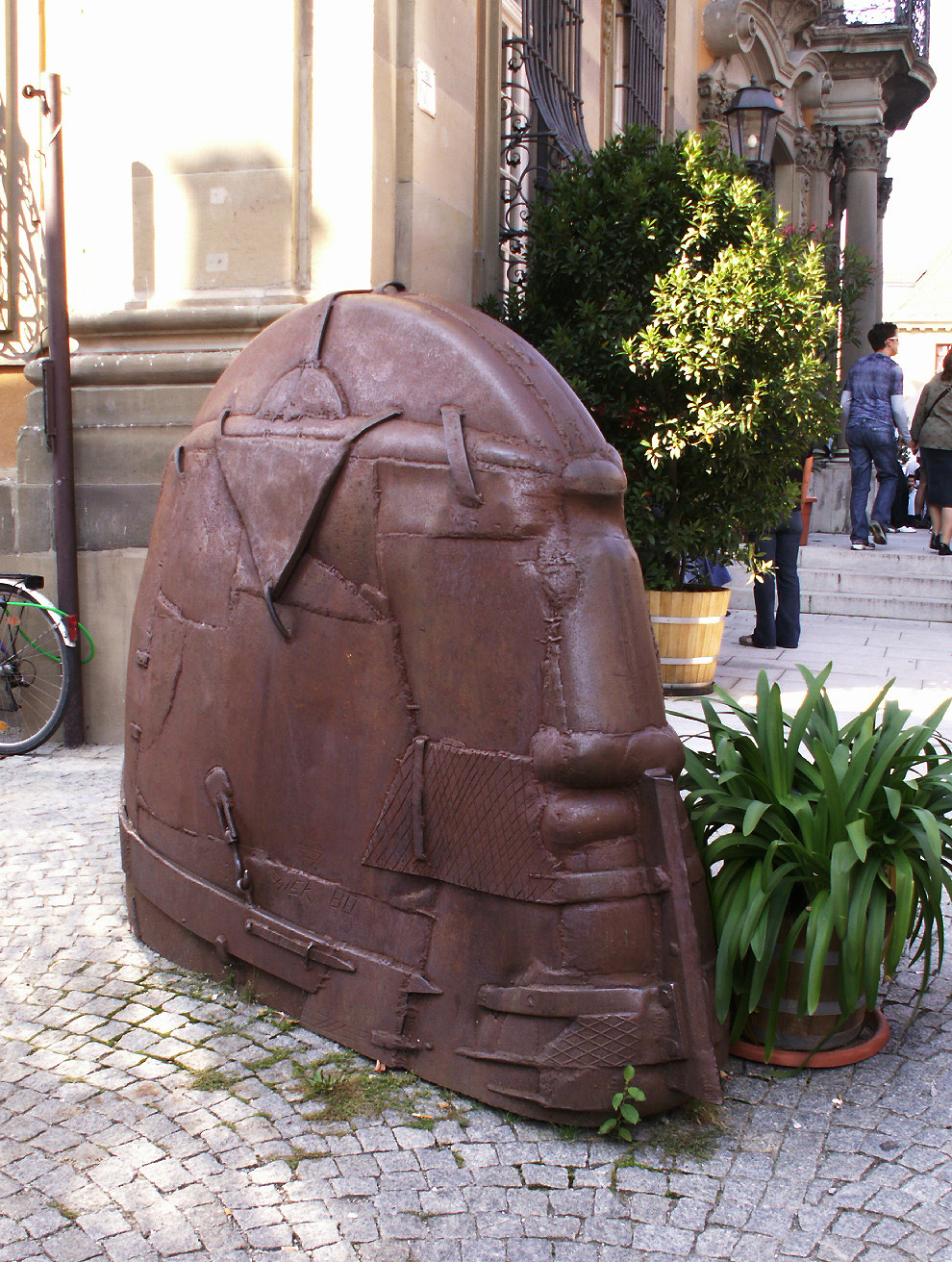
Kopf (1980)
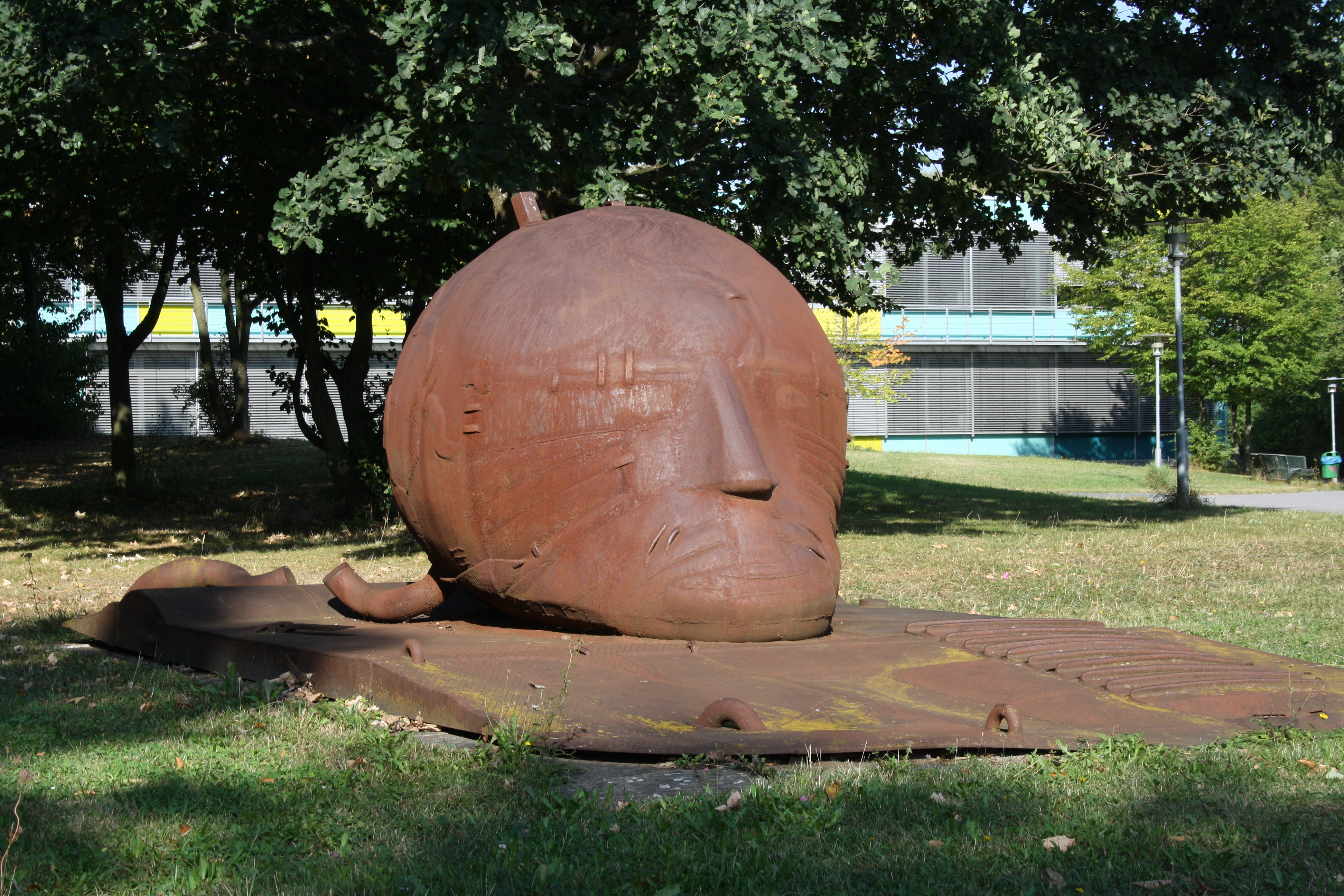
Großer Schädel mit Landschaft (1981)
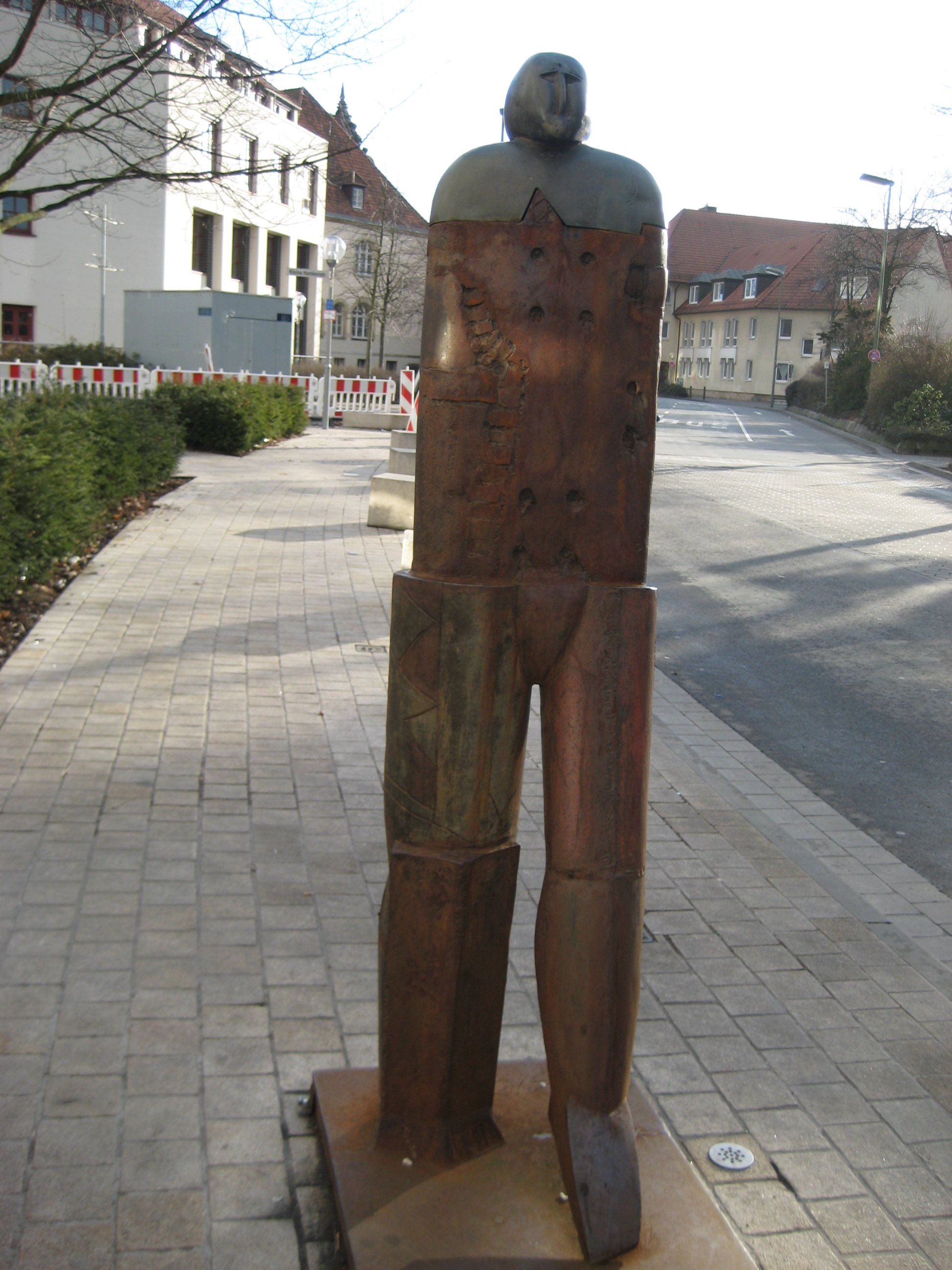
Vorwärts tastend (1991)
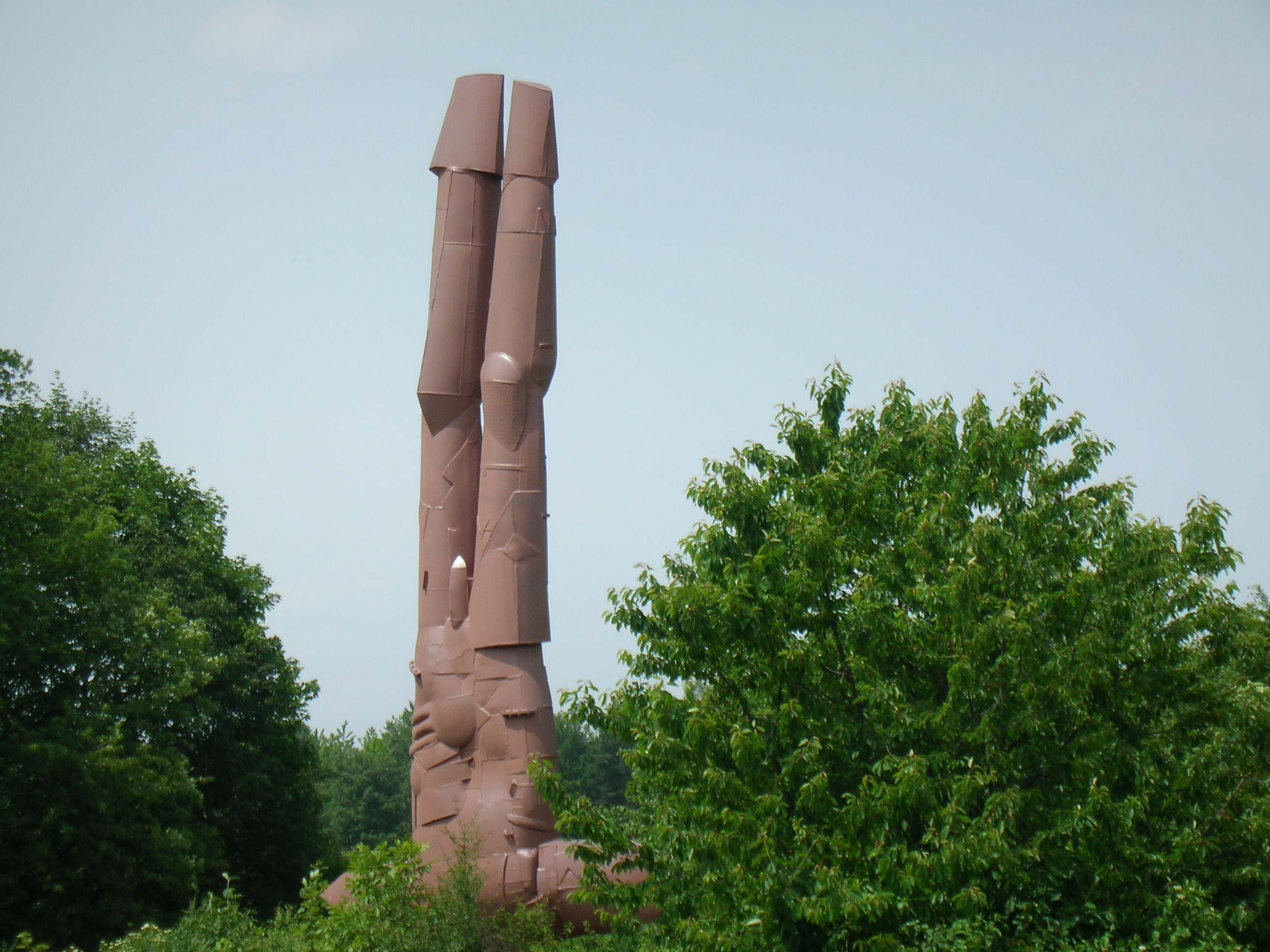
Stürzende Figur (1991)
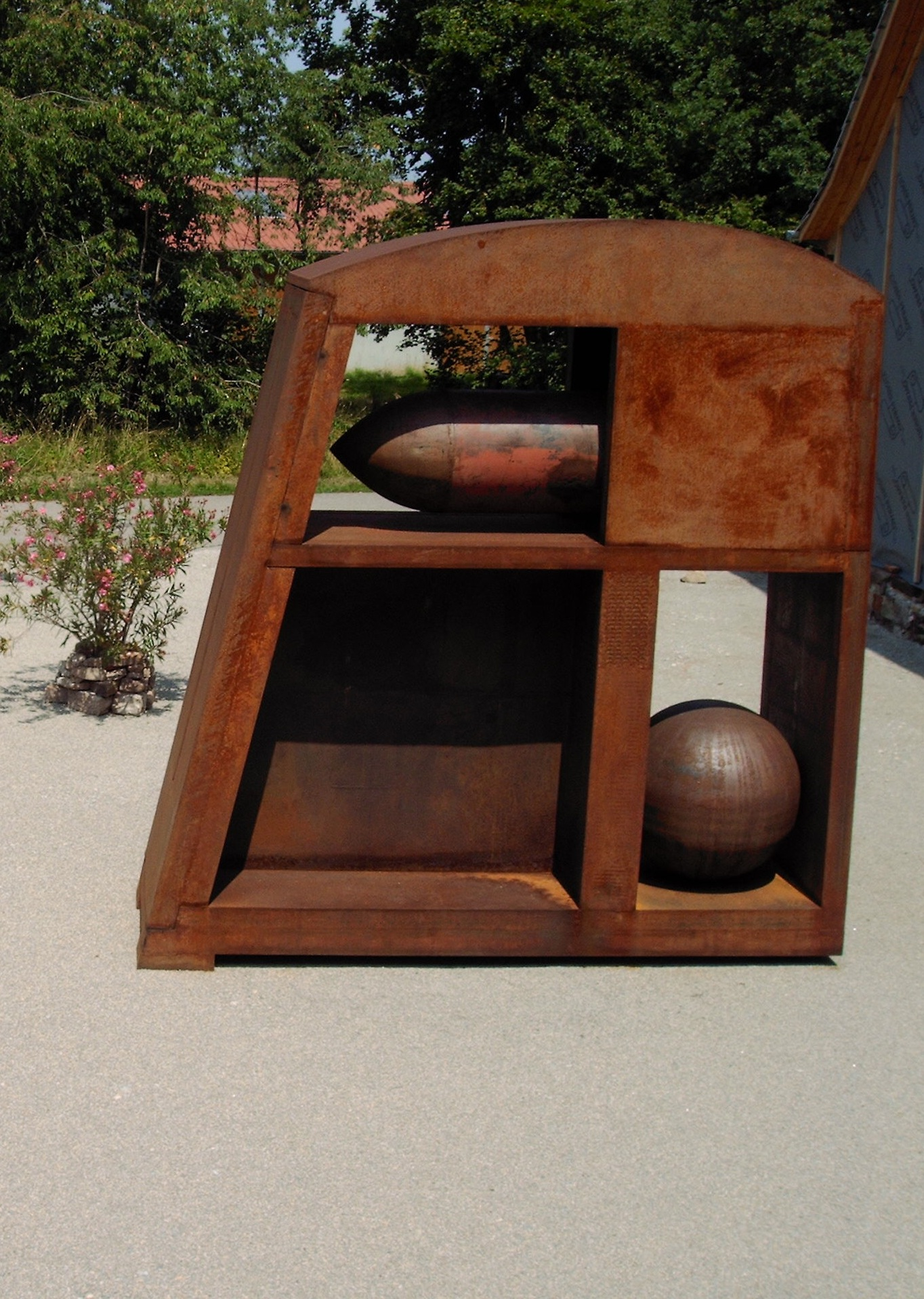
Anima-Animus (1997/98)